# László Szatmári
László Szatmári (ur. 18 maja 1977 w Egerze) – węgierski żużlowiec.

## Życiorys
Pięciokrotny medalista indywidualnych mistrzostw Węgier: dwukrotnie srebrny (2007, 2011) oraz trzykrotnie brązowy (2002, 2008, 2012). Drużynowy mistrz Słowenii (2000) oraz Włoch (2001). Finalista indywidualnych mistrzostw świata juniorów (Piła 1998 – XVI miejsce). Trzykrotny finalista indywidualnych mistrzostw Europy (Rybnik 2002 – XII miejsce, Lonigo 2005 – X miejsce, Miszkolc 2006 – X miejsce). Brązowy medalista mistrzostw Europy par (Lendava 2006). Złoty medalista klubowego Pucharu Europy (Miszkolc 2007). Wielokrotny reprezentant Węgier w eliminacjach drużynowego Pucharu Świata.
Startował w lidze polskiej w barwach klubów KSM Krosno (1999–2002, 2004, 2011), Orzeł Łódź (2003), Kaskad Równe (2005) oraz Speedway Miszkolc (2006–2010).